# Verbove (okres Berehovo)
Verbove, ukrajinsky Вербове, je vesnice ve Vylocké vesnické komunitě v beherovském okrese Zakarpatské oblasti Ukrajiny. V roce 2001 zde žilo 22 obyvatel.